# Argia inculta
Argia inculta là một loài chuồn chuồn kim trong họ Coenagrionidae.
Loài này được xếp vào nhóm Loài ít quan tâm trong sách Đỏ của IUCN năm 2007.
Argia inculta is in 1865 voor het eerst wetenschappelijk beschreven door Hagen in Selys.